# Comuna Novoselivka, Nemîriv
Novoselivka (în ucraineană Новоселівка) este o comună în raionul Nemîriv, regiunea Vinnița, Ucraina, formată din satele Hlînske și Novoselivka (reședința).

## Demografie
Componența lingvistică a satului Novoselivka
     Ucraineană (98%)
     Alte limbi (1,8%)
Conform recensământului din 2001, majoritatea populației satului Novoselivka era vorbitoare de ucraineană (98%), existând în minoritate și vorbitori de alte limbi.